# ميروسلاف ستوخ

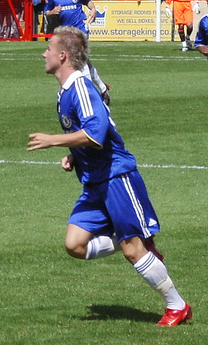
ميروسلاف ستوتش

ميروسلاف ستوتش.
الاسم : ميروسلاف ستوتش
الجنسية: سلوفاكي
تاريخ الميلاد : 19 \ أكتوبر\ 1989م
الطول : 168 سم
الوزن : 60 كلم
المركز: وسط / جناح

## تاريخ الانتقال
في صيف عام 2006 انتقل من نادى نترا السلو فاكى إلى تشيلسى الإنجليزى بعقد إحترافى.

## انتقالة إلي تشلسي
هو النجم السابق للمنتخب السلوفاكي تحت 19 عام والنجم الحالي للمنتخب تحت 21 عام، أنضم ميروسلاف إلى نادي تشلسي في صيف عام 2006 ووقع عقداً احترافياً مع النادي بعد قدومه بعام واحد، يلعب ستوتش في بوسط الميدان بكلتا قدميه وبإتقان عالي، ويستطيع اللعب كمهاجم ثاني أو كجناح.
تنبأ والده بموهبة أبنه فبادر بتسجيله في أحد الأكاديميات المحلية بنادي نترا السلوفاكي، قدم مروسلاف مستويات متميزه عل مستوى ناديه وعلى مستوى المنتخبات السنية التي شارك معها، لفت أنظار مستكشفي المواهب بالملاعب الأوربية، ولحسن الحظ أن تشلسي أستطاع أن يخطف الاعب من الجميع.
في موسم 2006-2007م كان هداف فريق تشلسي للشباب عندما تمكن من إحراز 9 أهداف خلال مشاركته مع الفريق 20 مره كأساسي و 6 مرات كبديل، كما تمكن في الموسم 2007 - 2008م من إحراز 10 أهداف للفريق خلال 14 مباراة فقط كثاني أفضل رقم مسجل في بطولات الشباب الإنجليزية.

## إحصائيات عامة
نترا
الدوري
الظهور : 3 مرات
الأهداف : لم يحرز أي هدف
المنتخب السلوفاكي تحت 17 عام
الظهور : 7 مرات
الأهداف : 6 أهداف
المنتخب السلوفاكي تحت 19 عام
الظهور : 5 مرات
الأهداف : 6 أهداف

## نبذه عن الاعب
شارك ميروسلاف مع منتخبات سلوفاكيا تحت 19 و 21 سنه.. كما أستدعي للمنتخب الأول رغم صغر سنه.. أنضم ميروسلاف إلى نادي تشلسي في صيف عام 2006 ووقع عقداً احترافياً مع النادي بعد قدومه بعام واحد، يلعب ستوتش في وسط الميدان بكلتا قدميه وبإتقان عالي، ويستطيع اللعب كمهاجم ثاني أو كجناح.
تنبأ والده بموهبة أبنه فبادر بتسجيله في أحد الأكاديميات المحلية بنادي نترا السلوفاكي، قدم مروسلاف مستويات متميزه عل مستوى ناديه وعلى مستوى المنتخبات السنية التي شارك معها، لفت أنظار مستكشفي المواهب بالملاعب الأوربية، ولحسن الحظ أن تشلسي أستطاع أن يخطف اللاعب من الجميع.. في موسم 2006-2007م كان هداف فريق تشلسي للشباب عندما تمكن من إحراز 9 أهداف خلال مشاركته مع الفريق 20 مره كأساسي و 6 مرات كبديل، كما تمكن في الموسم 2007 - 2008م من إحراز 10 أهداف للفريق خلال 14 مباراة فقط كثاني أفضل رقم مسجل في بطولات الشباب الإنجليزية.. وبات ميروسلاف عنصراً ضمن الفريق الأول بعد استدعائه من قبل مدرب فريق تشلسي السابق لويس فيليبي سكولاري.. ويعتبر حالياً أحد اللاعبين الذين ينتظرهم مستقبل باهر بالستامفورد بريدج.

## روابط خارجية
- ميروسلاف ستوخ على موقع الاتحاد الدولي (مؤرشف)  (الإنجليزية)
- ميروسلاف ستوخ على موقع الاتحاد الأوربي (الإنجليزية)
- ميروسلاف ستوخ على موقع اتحاد تركيا (لاعب) (الإنجليزية)
- ميروسلاف ستوخ على موقع قاعدة بيانات كرة القدم.إي يو (الإنجليزية)
- ميروسلاف ستوخ على موقع ليكيب (الفرنسية)
- ميروسلاف ستوخ على موقع ناشيونال فوتبول تيمز (الإنجليزية)
- ميروسلاف ستوخ على موقع Soccerbase.com (لاعب) (الإنجليزية)
- ميروسلاف ستوخ على موقع Soccerway.com (الإنجليزية)
- ميروسلاف ستوخ على موقع عالم كرة القدم.نت (الإنجليزية)
- ميروسلاف ستوخ على موقع كووورة